# Gusztáv mázol
A Gusztáv mázol a Gusztáv című rajzfilmsorozat ötödik évadának negyedik epizódja.

## Rövid tartalom
Gusztáv inggombján pótolja a lepattogzott festéket. A festék mindig lecsöppen, így nem tudja a mázolást abbahagyni.

## Alkotók
- Rendezte: Jenkovszky Iván, Ternovszky Béla
- Írta: Nepp József, Ternovszky Béla
- Dramaturg: Lehel Judit
- Zenéjét szerezte: Pethő Zsolt
- Operatőr: Losonczy Árpád
- Kamera: Kassai Klári
- Hangmérnök: Bársony Péter
- Vágó: Czipauer János
- Tervezte: Jenkovszky Iván
- Háttér és képterv: Csík Márta
- Rajzolta: Kiss Ilona, Lehotay Zoltán, Paulovics András
- Színes technika: Kun Irén
- Gyártásvezető: Marsovszky Emőke
- Produckció vezető: Gémes József

A Magyar Televízió megbízásából a Pannónia Filmstúdió készítette.